# Санчес, Херман (прыгун в воду)
Херман Сауль Санчес Санчес (исп. Germán Saúl Sánchez Sánchez, род. 24 июня 1992, Гвадалахара) — мексиканский прыгун в воду. Серебряный призёр Олимпийских игр 2012 и 2016 годов, вице-чемпион мира 2015 года в синхронных прыжках с вышки, чемпион Панамериканских игр, двукратный чемпион игр Центральной Америки и Карибского бассейна. Специализируется в прыжках с 10-метровой вышки.

## Спортивная карьера
В 2008 году Санчес участвовал на Олимпийских играх в Пекине, но занял 22-е место в квалификации и не попал в финал.
В 2009 году Герман участвовал на чемпионате мира в синхронных прыжках с вышки, где занял восьмое место.
В 2010 выиграл две золотых медали на играх Центральной Америки и Карибского бассейна в синхронных прыжках.
В 2011 году выиграл золотую медаль на Панамериканских играх, участвовал на чемпионате мира, где занял 7 -е место в синхронных прыжках.
В 2012 на Олимпийских играх в Лондоне выиграл серебряную медаль в синхронных прыжках с вышки вместе с Иваном Гарсией, уступив в финале лишь китайскому дуэту. А в индивидуальном первенстве Херман Санчес занял 14-е место.
В 2013 году завоевал 2 бронзовых медали на Универсиаде в Казани, на чемпионате мира занял 4-е место в индивидуальных прыжках и остановился в шаге от медали в синхроне, уступив менее 3 баллов в борьбе за бронзу китайцам Цао Юаню и Чжану Яньцюаню.
В 2015 году выиграл серебряную медаль чемпионата мира в синхронных прыжках.
На летних Олимпийских играх 2016 года Санчес вновь выступил в двух дисциплинах. В синхронных прыжках с вышки Санчес вместе с Иваном Гарсией показал 5-й результат. В личном первенстве мексиканский прыгун смог пробиться в финал, показывая по ходу отборочных раундов довольно средние результаты. Однако в борьбе за медали Санчес смог на высоком уровне выполнить все прыжки, благодаря чему стал обладателем серебряной награды, уступив лишь китайцу Чэнь Айсэню.